# Norra Han
Norra Han (北汉, Běi Hàn) var ett av de tio kungadömena i Kina under tiden för De fem dynastierna och De tio rikena.  Riket grundades ur dynastin Senare Han år 951 och upphörde efter att Songdynastin år 979 erövrat rikets huvudstad Taiyuan. Rikets territorium motsvarar centrala delen av dagens Shanxi och små delar av Shaanxi och Hebei. Riket grundades av Liu Min som var bror till Liu Zhiyuan (som grundade dynastin Senare Han).